# LG Hockey Games 2011
Turnaj byl hrán od 10. do 13. února 2011 ve švédském Stockholmu, v Ericsson Globe Areně. Utkání Rusko-Finsko bylo odehráno v Moskvě.

## Zápasy
| 10. února 2011 18:00 SEČ | Rusko | 5 – 3 (1:1, 2:0, 2:2) | Finsko | Aréna Mytišči, Moskva Návštěvnost: 7 200 |  |

| zpráva | |          |                                                         |                                   |
| | | Brankáři |                                                         | Rozhodčí: Martin Fraňo Jan Hribik |
| Alexandr Kaljanin 17' Jevgenij Arťjuchin 28' Alexandr Kaljanin 36' Jurij Trubačov 50' Maxim Afinogenov 60' | Alexandr Kaljanin 17' Jevgenij Arťjuchin 28' Alexandr Kaljanin 36' Jurij Trubačov 50' Maxim Afinogenov 60' |          | 11' Tommi Santala 55' Ville Lajunen 55' Ossi Louhivaara | Rozhodčí: Martin Fraňo Jan Hribik |

| 10. února 2011 19:30 SEČ | Česko | 1 – 6 (1:2, 0:2, 0:2) | Švédsko | Ericsson Globe, Stockholm Návštěvnost: 6 613 |  |

| zpráva          |                 |          | |                                         |
|                 |                 | Brankáři | | Rozhodčí: Tatu Savolainen Tom Laaksonen |
| 10. Petr Průcha | 10. Petr Průcha |          | 6. Niclas Persson 19. David Petrasek 30. Dick Axelsson 36. Mattias Tjärnqvist 41. Niklas Nordgren 57. Jonas Andersson | Rozhodčí: Tatu Savolainen Tom Laaksonen |

| 12. února 2011 12:00 SEČ | Finsko | 3 – 2 PP (1:0, 1:1, 0:1 - 1:0) | Česko | Ericsson Globe, Stockholm Návštěvnost: 4 100 |  |

| zpráva                                                     |                                                            |          |                                   |                                        |
|                                                            |                                                            | Brankáři |                                   | Rozhodčí: Christer Lärking Mikael Nord |
| 18. Juhamatti Aaltonen 38. Juuso Puustinen 63. Teemu Laine | 18. Juhamatti Aaltonen 38. Juuso Puustinen 63. Teemu Laine |          | 23. Peter Jánský 41. Ondřej Němec | Rozhodčí: Christer Lärking Mikael Nord |

| 12. února 2011 16:00 SEČ | Švédsko | 6 – 2 (4:0, 0:0, 2:2) | Rusko | Ericsson Globe, Stockholm Návštěvnost: 11 071 |  |

| zpráva | |          |                                            |                                         |
| | | Brankáři |                                            | Rozhodčí: Tatu Savolainen Tom Laaksonen |
| 3. Martin Thörnberg 5. Marcus Krüger 7. David Petrasek 8. Magnus Johansson 41. Dick Axelsson 48. Martin Thörnberg | 3. Martin Thörnberg 5. Marcus Krüger 7. David Petrasek 8. Magnus Johansson 41. Dick Axelsson 48. Martin Thörnberg |          | 46. Jevgenij Kuzněcov 53. Alexandr Galimov | Rozhodčí: Tatu Savolainen Tom Laaksonen |

| 13. února 2011 12:00 SEČ | Rusko | 4 – 2 (1:1, 1:0, 2:1) | Česko | Ericsson Globe, Stockholm Návštěvnost: 1 857 |  |

| zpráva                                                                    |                                                                           |          |                                   |                                          |
|                                                                           |                                                                           | Brankáři |                                   | Rozhodčí: Sören Persson Morgan Johansson |
| 8. Maxim Rybin 39. Maxim Rybin 46. Alexandr Galimov 47. Jevgenij Kuzněcov | 8. Maxim Rybin 39. Maxim Rybin 46. Alexandr Galimov 47. Jevgenij Kuzněcov |          | 6. Ondřej Němec 56. Tomáš Rolinek | Rozhodčí: Sören Persson Morgan Johansson |

| 13. února 2011 16:00 SEČ | Švédsko | 3 – 2 SN (0:1, 1:0, 1:1 - 0:0) | Finsko | Ericsson Globe, Stockholm Návštěvnost: 9 359 |  |

| zpráva                                                                         |                                                                                |          |                                       |                                         |
|                                                                                |                                                                                | Brankáři |                                       | Rozhodčí: Viktor Gašilov Alexej Ravodin |
| 28. Jimmie Ericsson 58. Jan Sandström rozhodující sam. nájezd Joakim Lindström | 28. Jimmie Ericsson 58. Jan Sandström rozhodující sam. nájezd Joakim Lindström |          | 9. Petri Kontiola 42. Lennart Petrell | Rozhodčí: Viktor Gašilov Alexej Ravodin |

## Tabulka
| Poř. | Tým     | Z | V | VP | PP | P | VG | OG | B |
| ---- | ------- | - | - | -- | -- | - | -- | -- | - |
| 1.   | Švédsko | 3 | 2 | 1  | 0  | 0 | 15 | 5  | 8 |
| 2.   | Rusko   | 3 | 2 | 0  | 0  | 1 | 11 | 11 | 6 |
| 3.   | Finsko  | 3 | 0 | 1  | 1  | 1 | 8  | 10 | 3 |
| 4.   | Česko   | 3 | 0 | 0  | 1  | 2 | 5  | 13 | 1 |

Z = Odehrané zápasy; V = Výhry; VP = Výhry v prodloužení/nájezdech; PP = Prohry v prodloužení/nájezdech; VG = vstřelené góly; OG = obdržené góly; B = Body

## Lídři kanadského bodování
| Poř. | Hráč             | Země    | Z | G | A | B | +/− | TM | POZ |
| ---- | ---------------- | ------- | - | - | - | - | --- | -- | --- |
| 1    | Dick Axelsson    | Švédsko | 3 | 2 | 4 | 6 | +4  | 2  | Ú   |
| 2    | Magnus Johansson | Švédsko | 3 | 1 | 4 | 5 | +4  | 4  | O   |
| 3    | Martin Thörnberg | Švédsko | 3 | 2 | 2 | 4 | +3  | 6  | Ú   |
| 4    | Jonas Andersson  | Švédsko | 3 | 1 | 3 | 4 | +5  | 0  | Ú   |
| 5    | Niklas Persson   | Švédsko | 3 | 1 | 3 | 4 | +1  | 0  | Ú   |

Z = Zápasy; G = Góly; A = Asistence; B = Body; +/− = Plus/Minus; TM = Trestné minuty; POZ = Pozice

## Brankáři
| Poř. | Hráč             | Země    | POM    | OG | POG  | ChS%  | SO |
| ---- | ---------------- | ------- | ------ | -- | ---- | ----- | -- |
| 1    | Stefan Liv       | Švédsko | 119:48 | 3  | 1.50 | 94.55 | 0  |
| 2    | Jakub Štěpánek   | Česko   | 120:00 | 10 | 5.00 | 85.71 | 0  |
| 3    | Michail Birjukov | Rusko   | 133:48 | 9  | 4.04 | 85.25 | 0  |
| 4    | Karri Rämö       | Finsko  | 124:46 | 7  | 3.37 | 83.72 | 0  |

POM = Počet odchytaných minut (minuty:sekundy); OG = Obdržené góly; POG = Průměr obdržených gólů; ChS% = % chycených střel; SO = Vychytané nuly

## Ocenění

### Nejlepší hráči
Vybráni direktoriátem turnaje.
| Pozice  | Hráč             |
| ------- | ---------------- |
| Brankář | Stefan Liv       |
| Obránce | Magnus Johansson |
| Útočník | Maxim Rybin      |

## All-Star-Team
| Pozice  | Hráč             |
| ------- | ---------------- |
| Brankář | Stefan Liv       |
| Obránce | Magnus Johansson |
| Obránce | Mattias Ekholm   |
| Útočník | Dick Axelsson    |
| Útočník | Jonas Andersson  |
| Útočník | Maxim Rybin      |

## Soupisky
| Umístění | Mužstvo | Hráči |
| -------- | ------- | --- |
| 1. místo | Švédsko | Brankáři: Daniel Larsson (30), Stefan Liv (1) Obránci: Mattias Ekholm (4), Sebastian Erixon (3), Tim Erixon (2), Elias Fälth (19), Daniel Fernholm (5), Magnus Johansson (6), David Petrasek (22), Jan Sandström (7) Útočníci: Jonas Andersson (71), Dick Axelsson (16), Daniel Brodin (34), Jimmie Ericsson (21), Simon Hjalmarsson (12), Marcus Krüger (32), Joakim Lindström (10), Björn Melin (11), Niklas Nordgren (14), Niklas Persson (23), Mattias Sjögren (15), Martin Thörnberg (20), Mathias Tjärnqvist (17), Rickard Wallin (51) Trenér: Pär Mårts Asistenti: Roger Rönnberg a Peter Sundström Generální manažer: Johan Garpenlöv                                                                                             |
| 2. místo | Rusko   | Brankáři:Konstantin Barulin (30), Michail Birjukov (1), Vasilij Košečkin (83) Obránci: Vitalij Aťjušov (27), Nikolaj Bělov (44), Jevgenij Birjukov (48), Alexandr Guskov (76), Alexej Jemelin (74), Dmitrij Kalinin (7), Kirill Kolcov (4), Konstantin Kornějev (22), Denis Kuljaš (28) Útočníci: Maxim Afinogenov (61), Jevgenij Arťuchin (49), Anton But (18), Gennadij Čurilov (12), Fjodor Fjodorov (81), Alexandr Galimov (11), Alexej Gluchov (23), Alexandr Kaljanin (82), Anton Kurjanov (19), Jevgenij Kuzněcov (92), Denis Paršin (72), Alexandr Perežogin (16), Alexandr Popov (24), Maxim Rybin (39), Vadim Šipačov (87), Jurij Trubačov (10) Trenér: Vjačeslav Bykov Asistent: Igor Zacharkin Generální manažer: Oleg Šulija |
| 3. místo | Finsko  | Brankáři:Teemu Lassila (35), Karri Rämö (32) Obránci: Jere Karalahti (10), Lasse Kukkonen (5), Ville Lajunen (47), Mikko Mäenpää (7), Janne Niskala (21), Pasi Puistola (41), Ossi Väänänen (6), Sami Vatanen (44) Útočníci: Juhamatti Aaltonen (50), Riku Hahl (23), Juha-Pekka Hytönen (15), Petri Kontiola (27), Teemu Laine (29), Jani Lajunen (24), Mikko Lehtonen, Ossi Louhivaara (38), Ossi Louhivaara (38), Lennart Petrell (42), Antti Pihlström (40), Juuso Puustinen (71), Mika Pyörälä (37), Tommi Santala (22), Petteri Wirtanen (13) Trenér: Jukka Jalonen Asistenti: Petri Matikainen a Pasi Nurminen Generální manažer: Jari Kurri                                                                                       |
| 4. místo | Česko   | Brankáři:Alexander Salák (35), Jakub Štěpánek (33) Obránci: Petr Čáslava (36), Jakub Jeřábek (5), Martin Lojek (85), Tomáš Mojžíš (6), Jakub Nakládal (87), Ondřej Němec (23), Martin Škoula (41), Lukáš Zíb (7) Útočníci: Martin Adamský (83), Roman Červenka (10), Milan Gulaš (88), Peter Jánský (86), Lukáš Kašpar (22), Petr Koukal (42), David Květoň (57), Jan Marek (15), Jiří Novotný (12), Petr Průcha (73), Ivan Rachůnek (81), Tomáš Rolinek (60), Petr Vampola (14) Trenér: Alois Hadamczik Asistent: Josef Paleček Generální manažer: Slavomír Lener |

* Číslo v závorce označuje číslo dresu hráče.